# Haddas Ertra
Haddas Ertra (tigrigna : ሐዳስ ኤርትራ, Nouvelle Érythrée) est un journal érythréen publié trois jours par semaine en langue tigrigna. Il est la propriété du gouvernement érythréen.